# Kothideh
Kothideh fou un bhumiat (territori d'un cap o bhúmia) a l'agència de Bhopawar a l'Índia central. Estava governat per un bhúmia bhilala. Tenia només uns 289 habutants el 1881 i menys de 500 habitants el 1901 i la superfície era d'uns 16 km². Tenia la consideració de thakurat garantit pels britànics i la major part dels habitants eren bhils. El sobirà el 1881 era Moti Singh, nascut vers 1850, jove de la família Garhi. Era tributari de Dhar i era responsable pels crims comesos al seu territori. A causa dels deutes l'estat va estar sota administració britànica al final del segle XIX.